# (22900) Trudie
(22900) Trudie est un astéroïde de la ceinture principale.

## Description
(22900) Trudie est un astéroïde de la ceinture principale. Il fut découvert le 11 octobre 1999 à Fountain Hills (Arizona) par Charles W. Juels. Il présente une orbite caractérisée par un demi-grand axe de 2,54 UA, une excentricité de 0,12 et une inclinaison de 7,3° par rapport à l'écliptique.

## Compléments